# Немощенка
Немощенка — река в Смоленской области России в Холм-Жирковском районе. Правый приток Днепра. Длина — 46 км. Площадь водосборного бассейна — 266 км².
Берёт исток из болота Караваевский мох в 3-х км к северу от деревни Печатники Холм-Жирковского района на северо-востоке Сафоновской возвышенности. Высота истока — более 233,5 м над уровнем моря. Направление течения: северо-восток, затем юго-восток. Правые притоки — Жеревна, Черногрязка, Плоцкая. Левые притоки — Крутица, Тетеревина. Устье находится напротив деревни Крекшино, возле деревни Болышево. Высота устья — 189,1 м над уровнем моря. В верхнем течении протекает в лесах.